# Панки
 Тази статия е за селото в Полша.  За общината вижте Панки (община).  
Панки (на полски: Panki) е село в Силезкото войводство в южна Полша, административен център на община Панки в Клобушки окръг. Населението му е около 1 733 души (2008).
Разположено е на 252 метра надморска височина в Средноевропейската равнина, на 17 километра северозападно от Ченстохова и на 73 километра северно от Катовице. През XIX век селището се превръща в един от множеството в региона центрове на металургията и добива на желязна руда.